# 2020年東京オリンピックの射撃競技

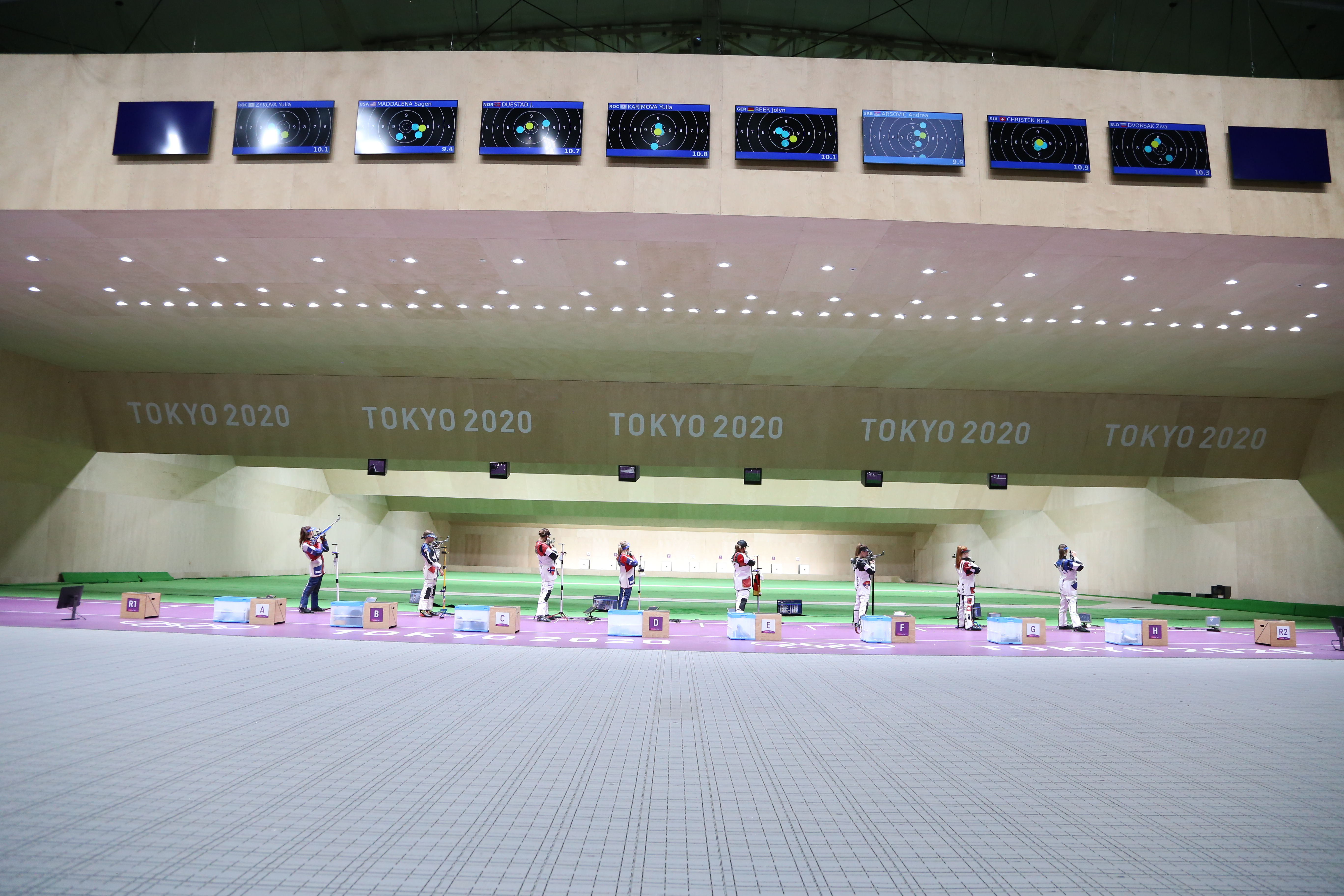

2020年東京オリンピックの射撃競技（2020ねんとうきょうオリンピックのしゃげききょうぎ）は、2021年7月24日から8月2日に陸上自衛隊朝霞訓練場内の特設射撃場で実施された。

## 種目
2017年6月、国際射撃連盟（ISSF）の提案によりIOC理事会で以下の15種目の実施が決定された。前回大会からは男子個人の3種目（50mピストル、50mライフル伏射、ダブルトラップ）が削減され、新たに男女1人ずつで組む混合団体3種目が採用される。
- ライフル
  - 男女個人50mライフル3姿勢
  - 男女個人・混合団体10mエアライフル
- ピストル
  - 男子個人25mラピッドファイアピストル
  - 女子個人25mピストル
  - 男女個人・混合団体10mエアピストル
- クレー射撃
  - 男女個人・混合団体トラップ
  - 男女個人スキート

## 出場選手
個人12種目は2018年ISSF世界射撃選手権（昌原市）から4名ずつ、2019年ワールドカップから8名ずつ、大陸ごとの競技会から五大陸合計で13名ずつ、開催国枠（国際大会で出場枠を獲得できなかった場合のみ）として1名ずつ、世界ランキングから1名ずつの1種目あたり27名（計324名）に加え、男女12名ずつの招待枠を合わせて計348名が出場枠を獲得する。混合3種目は2018年ISSF世界射撃選手権の上位2か国ずつ、計12名が出場枠を獲得する。出場枠は世界ランキングによる出場枠以外はNOCに与えられるため、NOCは出場枠を獲得した選手と別の選手を派遣することができるが、派遣される選手は出場資格スコア（Minimum Qualification Scores : MQS）を満たす必要がある。また、派遣された選手が他の種目のMQSも満たしている場合、出場枠を得た種目以外にもNOCごとに2名(2組)まで出場することができる。1つの国からは最大30名（男子：12名、女子：12名、混合：6名）の選手を派遣することができる。
日本からは、ライフル及びピストルでは日本ライフル射撃協会が2021年5月に男女4名ずつの代表選手の内定を発表した。クレー射撃では中山由起枝が女子トラップでアジア選手権3位となり出場枠を獲得し日本クレー射撃協会により本大会出場が内定したほか、同大会の成績により大山重隆（男子トラップ）、石原奈央子（女子スキート）、井川寛之（男子スキート）も開催国枠の出場選手として内定した。

## 競技日程
| Q    | F    |
| ---- | ---- |
| 予選 | 決勝 |

| 種目/日付                        | 7/24 | 7/24 | 7/25 | 7/25 | 7/26 | 7/26 | 7/27 | 7/27 | 7/28 | 7/28 | 7/29 | 7/29 | 7/30 | 7/30 | 7/31 | 7/31 | 8/1 | 8/1 | 8/2 | 8/2 |
| -------------------------------- | ---- | ---- | ---- | ---- | ---- | ---- | ---- | ---- | ---- | ---- | ---- | ---- | ---- | ---- | ---- | ---- | --- | --- | --- | --- |
| ライフル                         |      |      |      |      |      |      |      |      |      |      |      |      |      |      |      |      |     |     |     |     |
| 男子 10mエアライフル             |      |      | Q    | F    |      |      |      |      |      |      |      |      |      |      |      |      |     |     |     |     |
| 男子 50mライフル3姿勢            |      |      |      |      |      |      |      |      |      |      |      |      |      |      |      |      |     |     | Q   | F   |
| 女子 10mエアライフル             | Q    | F    |      |      |      |      |      |      |      |      |      |      |      |      |      |      |     |     |     |     |
| 女子 50mライフル3姿勢            |      |      |      |      |      |      |      |      |      |      |      |      |      |      | Q    | F    |     |     |     |     |
| 混合団体 10mエアライフル         |      |      |      |      |      |      | Q    | F    |      |      |      |      |      |      |      |      |     |     |     |     |
| ピストル                         |      |      |      |      |      |      |      |      |      |      |      |      |      |      |      |      |     |     |     |     |
| 男子 10mエアピストル             | Q    | F    |      |      |      |      |      |      |      |      |      |      |      |      |      |      |     |     |     |     |
| 男子 25mラピッドファイアピストル |      |      |      |      |      |      |      |      |      |      |      |      |      |      |      |      | Q   | Q   | Q   | F   |
| 女子 10mエアピストル             |      |      | Q    | F    |      |      |      |      |      |      |      |      |      |      |      |      |     |     |     |     |
| 女子 25mピストル                 |      |      |      |      |      |      |      |      |      |      | Q    | Q    | Q    | F    |      |      |     |     |     |     |
| 混合団体 10mエアピストル         |      |      |      |      |      |      | Q    | F    |      |      |      |      |      |      |      |      |     |     |     |     |
| クレー射撃                       |      |      |      |      |      |      |      |      |      |      |      |      |      |      |      |      |     |     |     |     |
| 男子 トラップ                    |      |      |      |      |      |      |      |      | Q    | Q    | Q    | F    |      |      |      |      |     |     |     |     |
| 男子 スキート                    |      |      | Q    | Q    | Q    | F    |      |      |      |      |      |      |      |      |      |      |     |     |     |     |
| 女子 トラップ                    |      |      |      |      |      |      |      |      | Q    | Q    | Q    | F    |      |      |      |      |     |     |     |     |
| 女子 スキート                    |      |      | Q    | Q    | Q    | F    |      |      |      |      |      |      |      |      |      |      |     |     |     |     |
| 混合団体 トラップ                |      |      |      |      |      |      |      |      |      |      |      |      |      |      | Q    | F    |     |     |     |     |

## 大会形式
前回大会より変更された大会形式（予選の得点は決勝に持ち越されない、金メダルは上位2名の一騎討ちで決定する）が引き続き採用された。

### ライフル・ピストル

#### 予選
- 個人種目は1人60発（50mライフル3姿勢のみ姿勢ごとに40発ずつ計120発）で、上位8名（男子 25mラピッドファイアピストルのみ6名）が決勝に進出する。
- 混合団体は2段階の予選となり、ステージ1では1人30発ずつ計60発の合計得点上位8チームがステージ2に進出する。ステージ2では1人20発ずつ計40発の合計得点上位2チームが決勝、3位と4位のチームが3位決定戦に進出する。
- 1発ごとの満点は10点だが、10mエアライフル種目のみ最も中心に近い着弾は10.9点として記録される。
- 25mラピッドファイアピストルは制限時間内で5発を5つの標的に連続して撃つ「8秒射」、「6秒射」、「4秒射」、25mピストルでは5分間に5発という「精密射撃」と3秒間に1発という「速射射撃」により構成される。

#### 決勝
- 10mエアライフルと10mエアピストルでは満点を10.9点として記録し、個人種目では12発目を撃ち終わった時点で8位の選手が脱落し、それ以降は2発撃ち終わるごとに残った選手のうち最下位の選手が脱落していくことを繰り返して順位が決定される。
- 混合団体の決勝と3位決定戦では、1人1発ずつ計2発の合計得点の勝者に2ポイント、同点の場合は両者に1ポイントずつ与えられ、先に16ポイントを取ったチームが勝利する。
- 25mラピッドファイアピストルは「4秒射」により競われ、9.7点以上に相当する命中1発を1点としてカウントし、4シリーズ（計20発）を終えた時点で最下位の選手が脱落し、それ以降は1シリーズごとに残った選手のうち最下位の選手が脱落していくことを繰り返して順位が決定される。
- 25mピストルは「速射射撃」により競われ、10.2点以上に相当する命中1発を1点としてカウントし、5発を1シリーズとして4シリーズを終えた時点で最下位の選手が脱落し、それ以降は1シリーズごとに残った選手のうち最下位の選手が脱落していくことを繰り返して順位が決定される。
- 50mライフル3姿勢は満点を10.9点として記録し、膝射5発×3シリーズ、伏射5発×3シリーズ、立射5発×2シリーズの計40発を終えた時点で7位と8位の選手が脱落し、それ以降は1発撃つごとに残った選手のうち最下位の選手が脱落していくことを繰り返して順位が決定される。

### クレー射撃

#### 予選
- 個人種目はトラップ、スキートともに満点は25枚×5ラウンドで125点。上位6名が決勝に進出する。
- 混合団体は1人25枚×3ラウンドで2人合わせて150点満点。上位2チームが決勝、3位と4位のチームが3位決定戦に進出する。

#### 決勝
- 個人トラップ種目では25枚終了時点で最下位の選手が脱落し、それ以降は5枚ごとに残った選手のうち最下位の選手が脱落していくことを繰り返すが、1位と2位の決定のみ10枚を追加で競技し金メダリストを決定する。
- 個人スキート種目では20枚終了時点で最下位の選手が脱落し、それ以降は10枚ごとに残った選手のうち最下位の選手が脱落していくことを繰り返して順位が決定される。
- 混合団体トラップの決勝と3位決定戦は1人25枚、2人合わせて50点満点で争われる。

## 参加国
356名がエントリーしたが、イギリスの1選手が大会直前に新型コロナウィルス検査で陽性となり棄権したため、競技には355名が参加した。
- アフガニスタン (1)
- アルバニア (1)
- アルジェリア (1)
- アルゼンチン (4)
- アルメニア (1)
- アルバ (1)
- オーストラリア (15)
- オーストリア (2)
- アゼルバイジャン (2)
- バングラデシュ (1)
- ベルギー (1)
- ブータン (1)
- ボスニア・ヘルツェゴビナ (1)
- ベラルーシ (3)
- ブラジル (1)
- バーレーン (1)
- ブルガリア (3)
- カナダ (1)
- チリ (1)
- 中国 (24)
- コロンビア (1)
- クロアチア (4)
- キューバ (5)
- キプロス (4)
- チェコ (8)
- デンマーク (4)
- エクアドル (2)
- エジプト (11)
- 難民 (1)
- スペイン (2)
- エストニア (1)
- フィンランド (3)
- フランス (10)
- イギリス (4)
- ジョージア (1)
- ドイツ (8)
- ギリシャ (2)
- グアテマラ (3)
- ハンガリー (4)
- インドネシア (1)
- インド (15)
- イラン (6)
- アイルランド (1)
- イラク (1)
- アイスランド (1)
- イスラエル (1)
- イタリア (14)
- ヨルダン (1)
- 日本 (12)
- カザフスタン (3)
- キルギス (1)
- 韓国 (15)
- コソボ (1)
- サウジアラビア (1)
- クウェート (4)
- ラトビア (1)
- レバノン (1)
- リトアニア (1)
- モロッコ (1)
- マレーシア (1)
- モルドバ (1)
- メキシコ (5)
- モンゴル (4)
- 北マケドニア (1)
- マルタ (1)
- モンテネグロ (1)
- ミャンマー (1)
- ニカラグア (1)
- ネパール (1)
- ノルウェー (5)
- ニュージーランド (2)
- オマーン (1)
- パキスタン (3)
- ペルー (3)
- フィリピン (1)
- ポーランド (5)
- ポルトガル (1)
- プエルトリコ (1)
- カタール (1)
- ROC (17)
- ルーマニア (1)
- セネガル (1)
- シンガポール (1)
- スロベニア (1)
- サンマリノ (2)
- セルビア (7)
- スリランカ (1)
- スイス (2)
- スロバキア (7)
- スウェーデン (1)
- タイ (6)
- チャイニーズタイペイ (5)
- チュニジア (2)
- トルコ (4)
- アラブ首長国連邦 (1)
- ウクライナ (6)
- アメリカ合衆国 (20)
- ウズベキスタン (1)
- ベネズエラ (1)
- ベトナム (1)
- イエメン (1)

## 競技結果

### ライフル
| 種目                     | 金                                          | 金       | 銀                                                                         | 銀    | 銅                                                | 銅    |
| ------------------------ | ------------------------------------------- | -------- | -------------------------------------------------------------------------- | ----- | ------------------------------------------------- | ----- |
| 男子 10mエアライフル     | ウィリアム・シェイナー アメリカ合衆国 (USA) | 251.6 OR | 盛李豪 中国 (CHN)                                                          | 250.9 | 楊浩然 中国 (CHN)                                 | 229.4 |
| 男子 50mライフル3姿勢    | 張常鴻 中国 (CHN)                           | 466.0 WR | セルゲイ・カメンスキー ROC (ROC)                                           | 464.2 | ミレンコ・セビッチ セルビア (SRB)                 | 448.2 |
| 女子 10mエアライフル     | 楊倩 中国 (CHN)                             | 251.8 OR | アナスタシア・ガラシナ ROC (ROC)                                           | 251.1 | ニナ・クリステン スイス (SUI)                     | 230.6 |
| 女子 50mライフル3姿勢    | ニナ・クリステン スイス (SUI)               | 463.9 OR | ユリア・ズィコワ ROC (ROC)                                                 | 461.9 | ユリア・カリモワ ROC (ROC)                        | 450.3 |
| 混合団体 10mエアライフル | 中国 (CHN) 楊倩 楊浩然                      | 17       | アメリカ合衆国 (USA) メアリー・キャロリン・タッカー ルーカス・コゼニスキー | 13    | ROC (ROC) ユリア・カリモワ セルゲイ・カメンスキー | 17    |

### ピストル
| 種目                             | 金                                   | 金           | 銀                                                              | 銀           | 銅                                                             | 銅    |
| -------------------------------- | ------------------------------------ | ------------ | --------------------------------------------------------------- | ------------ | -------------------------------------------------------------- | ----- |
| 男子 10mエアピストル             | ジャバド・フォルギ イラン (IRI)      | 244.8 OR     | ダミル・ミケッツ セルビア (SRB)                                 | 237.9        | 龐偉 中国 (CHN)                                                | 217.6 |
| 男子 25mラピッドファイアピストル | ジャン・キカンポワ フランス (FRA)    | 34 =OR       | レウリス・プポ キューバ (CUB)                                   | 29           | 李越宏 中国 (CHN)                                              | 26    |
| 女子 10mエアピストル             | ビタリナ・バツァラシュキナ ROC (ROC) | 240.3 OR     | アントアネタ・コスタディノバ ブルガリア (BUL)                   | 239.4        | 姜冉馨 中国 (CHN)                                              | 218.0 |
| 女子 25mピストル                 | ビタリナ・バツァラシュキナ ROC (ROC) | 38（SO:4）OR | キム・ミンジョン 韓国 (KOR)                                     | 38（SO:1）OR | 肖嘉芮萱 中国 (CHN)                                            | 29    |
| 混合団体 10mエアピストル         | 中国 (CHN) 姜冉馨 龐偉               | 16           | ROC (ROC) ビタリナ・バツァラシュキナ アルチョム・チェルノウソフ | 14           | ウクライナ (UKR) オレーナ・コステビッチ オレフ・オメルチュック | 16    |

### クレー射撃
| 種目              | 金                                                             | 金           | 銀                                                                 | 銀           | 銅                                                                 | 銅         |
| ----------------- | -------------------------------------------------------------- | ------------ | ------------------------------------------------------------------ | ------------ | ------------------------------------------------------------------ | ---------- |
| 男子 トラップ     | イジー・リプターク チェコ (CZE)                                | 43（SO:7）OR | ダビト・コステレツキー チェコ (CZE)                                | 43（SO:6）OR | マシュー・ジョン・カワード＝ホリー イギリス (GBR)                  | 33         |
| 男子 スキート     | ビンセント・ハンコック アメリカ合衆国 (USA)                    | 59 OR        | イェスパー・ハンセン デンマーク (DEN)                              | 55           | アブドゥッラ・アッ＝ラシディ クウェート (KUW)                      | 46         |
| 女子 トラップ     | ズザナ・レハーク＝シュテフェチェコバー スロバキア (SVK)        | 43 OR        | ケイル・ブラウニング アメリカ合衆国 (USA)                          | 42           | アレッサンドラ・ペリーリ サンマリノ (SMR)                          | 29         |
| 女子 スキート     | アンバー・イングリッシュ アメリカ合衆国 (USA)                  | 56 OR        | ディアナ・バコージ イタリア (ITA)                                  | 55           | 魏萌 中国 (CHN)                                                    | 46         |
| 混合団体 トラップ | スペイン (ESP) ファティマ・ガルベス アルベルト・フェルナンデス | 41           | サンマリノ (SMR) アレッサンドラ・ペリーリ ジャン・マルコ・ベルティ | 40           | アメリカ合衆国 (USA) マデリン・アン・バーノウ ブライアン・バローズ | 42（SO:3） |

## 国・地域別のメダル獲得数
| 順   | 国・地域             | 金 | 銀 | 銅 | 計 |
| ---- | -------------------- | -- | -- | -- | -- |
| 1    | 中国 (CHN)           | 4  | 1  | 6  | 11 |
| 2    | アメリカ合衆国 (USA) | 3  | 2  | 1  | 6  |
| 3    | ROC (ROC)            | 2  | 4  | 2  | 8  |
| 4    | チェコ (CZE)         | 1  | 1  | 0  | 2  |
| 5    | スイス (SUI)         | 1  | 0  | 1  | 2  |
| 6    | スペイン (ESP)       | 1  | 0  | 0  | 1  |
| 6    | フランス (FRA)       | 1  | 0  | 0  | 1  |
| 6    | イラン (IRI)         | 1  | 0  | 0  | 1  |
| 6    | スロバキア (SVK)     | 1  | 0  | 0  | 1  |
| 10   | サンマリノ (SMR)     | 0  | 1  | 1  | 2  |
| 10   | セルビア (SRB)       | 0  | 1  | 1  | 2  |
| 12   | ブルガリア (BUL)     | 0  | 1  | 0  | 1  |
| 12   | キューバ (CUB)       | 0  | 1  | 0  | 1  |
| 12   | デンマーク (DEN)     | 0  | 1  | 0  | 1  |
| 12   | イタリア (ITA)       | 0  | 1  | 0  | 1  |
| 12   | 韓国 (KOR)           | 0  | 1  | 0  | 1  |
| 17   | イギリス (GBR)       | 0  | 0  | 1  | 1  |
| 17   | クウェート (KUW)     | 0  | 0  | 1  | 1  |
| 17   | ウクライナ (UKR)     | 0  | 0  | 1  | 1  |
| 合計 | 合計                 | 15 | 15 | 15 | 45 |

## 備考
- 2021年8月2日、男子50メートルライフル3姿勢決勝でウクライナのセルジー・クリシュ選手が35発目を別の選手の的に当てる珍事があった（ウェアの不具合が原因）[31]。